# Antonio Menegazzo
Antonio Menegazzo (Padova, 1892 – Padova, 1974) è stato un pittore e illustratore italiano.
È noto anche con lo pseudonimo di Amen, con il quale ha firmato alcune delle sue opere.
Ha avuto una lunga attività nel contesto culturale della città di Padova. Nel 1952 si è trasferito in Venezuela dove è arrivato ad essere talmente apprezzato che sia il Governo che il Presidente del Venezuela gli hanno commissionato diversi lavori. In seguito si trasferisce in California dove acquisterà diversi estimatori tra gli attori di Hollywood. Nell'ultima parte della vita ritorna a Padova dove muore.